# Ветрова, Вера Александровна
Ве́ра Алекса́ндровна Ве́трова (до 2013 — Уля́кина; 21 августа 1986, Горький) — российская волейболистка, чемпионка мира 2010 года. Связующая. Мастер спорта России международного класса (2010).

## Биография
Начала заниматься волейболом в Нижнем Новгороде в 1998 году. Первый тренер — Е. Н. Паченова. В 2002—2009 годах выступала за липецкий «Стинол» (ныне «Липецк-Индезит»), в 2009—2011 — за «Динамо-Казань», с 2011 года — игрок московского «Динамо». В составе казанской команды становилась чемпионкой и обладателем Кубка России, в составе московской — трижды чемпионкой России и дважды обладателем Кубка России.
В сезоне-2006/07 вошла в десятку самых результативных волейболисток суперлиги на подаче по итогам чемпионата России, а в 2009 и 2010 годах стала лучшей по этому показателю.
Игрок юниорской сборной России в 2003 году (чемпионаты Европы и мира). В 2004—2005 годах — игрок молодёжной сборной России (бронзовый призёр чемпионата Европы 2004, участник чемпионата мира 2005).
В 2006 году в составе национальной сборной России приняла участие в нескольких международных соревнованиях (Volley Masters в Монтрё (Швейцария) и два турнира в Китае).
В июле 2010 года в составе сборной России стала победителем Кубка Ельцина, в сентябре — серебряным призёром европейской квалификации Гран-при 2011, а в ноябре — чемпионкой мира.
В августе 2016 года вошла в состав сборной России на Олимпиаду-2016 и приняла участие во всех 6 матчах сборной на Играх.

### Клубная карьера
- 2002—2009 —  «Стинол»/«Индезит» (Липецк);
- 2009—2011 —  «Динамо-Казань» (Казань);
- 2011—2019 —  «Динамо» (Москва);
- 2020—2021 —  «Динамо» (Краснодар);
- 2021—2022, 2023—2024 —  «Динамо-Ак Барс» (Казань)

## Достижения

### Со сборными России
- чемпионка мира 2010.
- участница Олимпийских игр 2016.
- бронзовый призёр молодёжного чемпионата Европы 2004.

### С клубами
- 5-кратная чемпионка России — 2011, 2016, 2017, 2018, 2024;
  - 3-кратный серебряный призёр чемпионатов России — 2012, 2014, 2015;
- 4-кратный победитель розыгрышей Кубка России — 2010, 2011 (лучшая связующая розыгрыша), 2013, 2021;
  - серебряный (2016) и бронзовый (2020) призёр Кубка России;
- обладатель Суперкубка России 2017.

## Семья
Муж — Андрей Ветров. Дети: Николай, Варвара.